# ジェフ・バリー
ジェフリー・フィナス・バリー（Jeffrey Finas Barry , 1969年9月22日 - ）は、アメリカ合衆国オレゴン州出身の元プロ野球選手（外野手）。ニューヨーク・メッツなどメジャー球団に所属したのち、2000年に千葉ロッテマリーンズに所属した。

## 来歴・人物
1990年のMLBドラフト4巡目でモントリオール・エクスポズに指名され契約。1995年にニューヨーク・メッツでメジャー初昇格。再びマイナー生活に戻るが、1998年にコロラド・ロッキーズでメジャー再昇格。
2000年、千葉ロッテマリーンズに入団。巧打のスイッチヒッターとして開幕から3番を任され、石井浩郎・フランク・ボーリックとともに強力クリーンナップの形成が期待され、当時監督に在任していた山本功児はビデオを見て「ホームランは1シーズン20本はいけそう」とも期待をしていたが、助っ人としては物足りない成績で徐々に出場機会が失われ、シーズン終了後に解雇された。
2001年は3Aラスベガス（当時、ロサンゼルス・ドジャース傘下）、3Aシャーロット（シカゴ・ホワイトソックス傘下）で、2002年はメキシカンリーグでプレーし、同年限りで現役引退。
ロッテでのニックネームは「サンダー」だった。

## 詳細情報

### 年度別打撃成績
| 年 度    | 球 団    | 試 合 | 打 席 | 打 数 | 得 点 | 安 打 | 二 塁 打 | 三 塁 打 | 本 塁 打 | 塁 打 | 打 点 | 盗 塁 | 盗 塁 死 | 犠 打 | 犠 飛 | 四 球 | 敬 遠 | 死 球 | 三 振 | 併 殺 打 | 打 率 | 出 塁 率 | 長 打 率 | O P S |
| -------- | -------- | ----- | ----- | ----- | ----- | ----- | -------- | -------- | -------- | ----- | ----- | ----- | -------- | ----- | ----- | ----- | ----- | ----- | ----- | -------- | ----- | -------- | -------- | ----- |
| 1995     | NYM      | 15    | 16    | 15    | 2     | 2     | 1        | 0        | 0        | 3     | 0     | 0     | 0        | 0     | 0     | 1     | 0     | 0     | 8     | 0        | .133  | .188     | .200     | .388  |
| 1998     | COL      | 15    | 37    | 34    | 4     | 6     | 1        | 0        | 0        | 7     | 2     | 0     | 0        | 0     | 1     | 2     | 0     | 0     | 11    | 0        | .176  | .216     | .206     | .422  |
| 1999     | COL      | 74    | 192   | 168   | 19    | 45    | 16       | 0        | 5        | 76    | 26    | 0     | 4        | 0     | 3     | 19    | 1     | 2     | 29    | 4        | .268  | .344     | .452     | .796  |
| 2000     | ロッテ   | 48    | 149   | 126   | 20    | 33    | 4        | 2        | 3        | 50    | 15    | 4     | 0        | 0     | 0     | 23    | 0     | 0     | 28    | 4        | .262  | .376     | .397     | .773  |
| MLB：3年 | MLB：3年 | 104   | 245   | 217   | 25    | 53    | 18       | 0        | 5        | 86    | 28    | 0     | 4        | 0     | 4     | 22    | 1     | 2     | 48    | 4        | .244  | .314     | .396     | .711  |
| NPB：1年 | NPB：1年 | 48    | 149   | 126   | 20    | 33    | 4        | 2        | 3        | 50    | 15    | 4     | 0        | 0     | 0     | 23    | 0     | 0     | 28    | 4        | .262  | .376     | .397     | .773  |

### 記録
NPB
- 初出場・初先発出場：2000年4月1日、対福岡ダイエーホークス1回戦（福岡ドーム）、3番・左翼手として先発出場
- 初打席・初安打：同上、1回表に西村龍次から中堅へ二塁打
- 初打点：2000年4月7日、対大阪近鉄バファローズ1回戦（大阪ドーム）、6回表に西川慎一から左前適時打
- 初本塁打：2000年4月12日、対オリックス・ブルーウェーブ2回戦（グリーンスタジアム神戸）、7回表に小倉恒から右越ソロ

### 背番号
- 18 （1995年）
- 24 （1998年）
- 27 （1999年）
- 28 （2000年）